# Archivio storico per la Calabria e la Lucania
Archivio storico per la Calabria e la Lucania è una rivista storiografica pubblicata a Roma dall'Associazione nazionale per gli interessi del Mezzogiorno d'Italia (ANIMI), con periodicità annuale.

## Storia
La rivista fu fondata nel 1931 dagli archeologi e meridionalisti Paolo Orsi e da Umberto Zanotti Bianco come organo di alta cultura dedicato alla «storia politica, civile, culturale e sociale» delle due regioni meridionali estreme italiane; Zanotti Bianco era convinto che il problema meridionale avesse, fra le sue cause, anche «la perdita della memoria storica e dell'identità culturale». Proprietà della «Società Magna Grecia», la società fondata nel 1920 dai due archeologi, la rivista dal 1945 è edita dall'Associazione nazionale per gli interessi del Mezzogiorno d'Italia. La periodicità era inizialmente trimestrale; dal 1965 è annuale e ciascun volume esce all'inizio di ogni anno solare. Alla rivista hanno collaborato numerosi intellettuali di fama europea, come è possibile accertare dalla pubblicazione degli indici trentennali pubblicati nel 1961 e nel 1993. L'archivio storico è in seguito stato digitalizzato.

## Direttori
- Paolo Orsi (1931-1935)
- Umberto Zanotti Bianco (1946-1963)
- Giuseppe Isnardi (1963-1965)
- Ernesto Pontieri (1965-1979)
- Ruggero Moscati (1987)
- Gaetano Cingari (1988-1992)
- Margherita Isnardi Parente (1992-2005)
- Vera von Falkenhausen (2006-ad oggi)